# Formule Toyota
De Formule Toyota is een amateurklasse in Nederland. De races zijn op JaBa Circuit in Posterholt en op Raceway Venray. De deelnemers zijn afkomstig uit Limburg en het Duitse Noordrijn-Westfalen. De klasse bestaat sinds 2006. Het wordt georganiseerd door ASC Weeze. 

## De auto
Alle aluminium formule-auto's mogen meedoen bijvoorbeeld uit de Formel König. Alle auto's rijden op gewone benzine, racebrandstof is niet toegestaan. Bridgestone is het enige toegestane bandenmerk. De auto's moeten voorzien zijn van een Toyota 4A-GE motor, deze wordt er pas later in geplaatst. 